# Este de Los Ángeles
Para la región con el mismo nombre véase: Este de Los Ángeles.
Este de Los Ángeles (en inglés; East Los Angeles, o abreviado East L.A.) es un lugar designado por el censo ubicado en el condado de Los Ángeles en el estado estadounidense de California. En el año 2010 tenía una población de 124.283 habitantes y una densidad poblacional de 6,552.2 personas por km².

## Geografía
Este de Los Ángeles se encuentra ubicado en las coordenadas 34°1′53″N 118°10′7″O / 34.03139, -118.16861. Según la Oficina del Censo, la ciudad tiene un área total de 19,3 km² (7,5 mi²), de la cual 19,3 km² (7,5 mi²) es tierra y 0 km² (0 mi²) 0.00% es agua.
| Parámetros climáticos promedio de Este de Los Ángeles, Los Ángeles, California | Parámetros climáticos promedio de Este de Los Ángeles, Los Ángeles, California | Parámetros climáticos promedio de Este de Los Ángeles, Los Ángeles, California | Parámetros climáticos promedio de Este de Los Ángeles, Los Ángeles, California | Parámetros climáticos promedio de Este de Los Ángeles, Los Ángeles, California | Parámetros climáticos promedio de Este de Los Ángeles, Los Ángeles, California | Parámetros climáticos promedio de Este de Los Ángeles, Los Ángeles, California | Parámetros climáticos promedio de Este de Los Ángeles, Los Ángeles, California | Parámetros climáticos promedio de Este de Los Ángeles, Los Ángeles, California | Parámetros climáticos promedio de Este de Los Ángeles, Los Ángeles, California | Parámetros climáticos promedio de Este de Los Ángeles, Los Ángeles, California | Parámetros climáticos promedio de Este de Los Ángeles, Los Ángeles, California | Parámetros climáticos promedio de Este de Los Ángeles, Los Ángeles, California | Parámetros climáticos promedio de Este de Los Ángeles, Los Ángeles, California |
| Mes                                                                            | Ene.                                                                           | Feb.                                                                           | Mar.                                                                           | Abr.                                                                           | May.                                                                           | Jun.                                                                           | Jul.                                                                           | Ago.                                                                           | Sep.                                                                           | Oct.                                                                           | Nov.                                                                           | Dic.                                                                           | Anual                                                                          |
| ------------------------------------------------------------------------------ | ------------------------------------------------------------------------------ | ------------------------------------------------------------------------------ | ------------------------------------------------------------------------------ | ------------------------------------------------------------------------------ | ------------------------------------------------------------------------------ | ------------------------------------------------------------------------------ | ------------------------------------------------------------------------------ | ------------------------------------------------------------------------------ | ------------------------------------------------------------------------------ | ------------------------------------------------------------------------------ | ------------------------------------------------------------------------------ | ------------------------------------------------------------------------------ | ------------------------------------------------------------------------------ |
| Temp. máx. media (°C)                                                          | 22.8                                                                           | 23.3                                                                           | 24.4                                                                           | 26.7                                                                           | 28.3                                                                           | 29.4                                                                           | 32.2                                                                           | 33.3                                                                           | 32.8                                                                           | 28.3                                                                           | 25                                                                             | 22.8                                                                           | 27.5                                                                           |
| Temp. mín. media (°C)                                                          | 8.9                                                                            | 8.9                                                                            | 10.6                                                                           | 11.7                                                                           | 13.9                                                                           | 16.1                                                                           | 18.3                                                                           | 18.3                                                                           | 17.2                                                                           | 14.4                                                                           | 11.1                                                                           | 8.3                                                                            | 13.1                                                                           |
| Precipitación total (mm)                                                       | 96                                                                             | 89.7                                                                           | 67.6                                                                           | 23.6                                                                           | 8.4                                                                            | 1.5                                                                            | 0.3                                                                            | 0.8                                                                            | 4.6                                                                            | 7.6                                                                            | 30.7                                                                           | 61.7                                                                           | 417.3                                                                          |
| Fuente:                                                                        |                                                                                |                                                                                |                                                                                |                                                                                |                                                                                |                                                                                |                                                                                |                                                                                |                                                                                |                                                                                |                                                                                |                                                                                |                                                                                |

## Demografía
Los ingresos medios por hogar en la localidad eran de $28,544, y los ingresos medios por familia eran $29,755. Los hombres tenían unos ingresos medios de $21,065 frente a los $18,475 para las mujeres. La renta per cápita para la localidad era de $9,543. Alrededor del 27.2% de la población estaban por debajo del umbral de pobreza. Según el censo de 2000, un 96.8% de la población de la localidad era de origen hispano y 87.30% de los habitantes de la ciudad tenían el español como su primera lengua.

## Transporte
El Servicio de Tren Ligero en el Este de Los Ángeles es proporcionado por la Metro Gold Line de la Extensión del lado este, la cual fue abierta en 2009.
La Autoridad de Transporte Metropolitano del Condado de Los Ángeles, proporciona el servicio de autobús de East L.A. en toda el área de Los Ángeles. El servicio de transporte local es proporcionado por El Sol.

## Educación
Dos distritos escolares, Distrito Escolar Unificado de Los Ángeles (LAUSD) y el Distrito Escolar Unificado de Montebello, sirven al este de Los Ángeles.
LAUSD gestiona la Escuela Preparatoria Garfield.
Cuatro bibliotecas de la Biblioteca Pública del Condado de Los Ángeles, East Los Angeles Library, Anthony Quinn Library, y City Terrace Library, sirven Este de Los Ángeles.